# Fruncé
 Fruncé  es una población y comuna francesa, en la región de  Centro, departamento de Eure y Loir, en el distrito de Chartres y cantón de Courville-sur-Eure.

## Demografía
| 306 | 288 | 228 | 236 | 275 | 299 |
| Para los censos de 1962 a 1999 la población legal corresponde a la población sin duplicidades (Fuente: INSEE [Consultar]) |     |     |     |     |     |